# Вест-Лафаєтт (Індіана)
Вест-Лафаєтт (англ. West Lafayette) — місто (англ. city) в США, в окрузі Тіппікану штату Індіана. Населення — 44 595 осіб (2020).
Розташоване приблизно за 105 км на північний захід від столиці штату Індіанаполіса і за 171 км на південний схід від Чикаго. Вест-Лафаєтт розташоване прямо через річку Вобаш від міста-побратима Лафаєтт.

## Географія
Вест-Лафаєтт розташований за координатами 40°27′19″ пн. ш. 86°54′43″ зх. д. / 40.45528° пн. ш. 86.91194° зх. д. (40.455245, -86.911825).  За даними Бюро перепису населення США в 2010 році місто мало площу 19,75 км², з яких 19,72 км² — суходіл та 0,03 км² — водойми. В 2017 році площа становила 35,77 км², з яких 35,17 км² — суходіл та 0,60 км² — водойми.

### Клімат
| Клімат : Вест-Лафаєтт                              | Клімат : Вест-Лафаєтт | Клімат : Вест-Лафаєтт | Клімат : Вест-Лафаєтт | Клімат : Вест-Лафаєтт | Клімат : Вест-Лафаєтт | Клімат : Вест-Лафаєтт | Клімат : Вест-Лафаєтт | Клімат : Вест-Лафаєтт | Клімат : Вест-Лафаєтт | Клімат : Вест-Лафаєтт | Клімат : Вест-Лафаєтт | Клімат : Вест-Лафаєтт | Клімат : Вест-Лафаєтт |
| Показник                                           | Січ.                  | Лют.                  | Бер.                  | Квіт.                 | Трав.                 | Черв.                 | Лип.                  | Серп.                 | Вер.                  | Жовт.                 | Лист.                 | Груд.                 | Рік                   |
| Абсолютний максимум, °C                            | 20,6                  | 22,8                  | 30,0                  | 31,7                  | 34,4                  | 40,6                  | 40,6                  | 37,8                  | 36,7                  | 33,3                  | 25,6                  | 22,8                  | 40,6                  |
| Середній максимум, °C                              | 1,1                   | 3,9                   | 10,0                  | 17,2                  | 22,8                  | 28,3                  | 29,4                  | 28,9                  | 25,6                  | 18,3                  | 10,6                  | 3,3                   | 16,7                  |
| Середній мінімум, °C                               | −7,2                  | −5                    | −0,6                  | 5,0                   | 10,6                  | 16,1                  | 17,8                  | 17,2                  | 12,8                  | 6,7                   | 1,1                   | −5                    | 5,8                   |
| Абсолютний мінімум, °C                             | −30,6                 | −28,9                 | −19,4                 | −13,9                 | −3,9                  | 1,7                   | 6,1                   | 2,8                   | −1,7                  | −7,2                  | −14,4                 | −26,7                 | −30,6                 |
| Норма опадів, мм                                   | 47                    | 47                    | 68                    | 90                    | 106                   | 104                   | 101                   | 88                    | 68                    | 73                    | 75                    | 64                    | 931                   |
| Днів з опадами                                     | 9,6                   | 7,7                   | 10,2                  | 10,9                  | 10,6                  | 10,4                  | 8,9                   | 8,4                   | 7,6                   | 8,3                   | 9,8                   | 10,1                  | 112,5                 |
| Днів зі снігом                                     | 5,3                   | 3,3                   | 1,7                   | 0,3                   | 0                     | 0                     | 0                     | 0                     | 0                     | 0,1                   | 0,9                   | 3,5                   | 15,1                  |
| -------------------------------------------------- | --------------------- | --------------------- | --------------------- | --------------------- | --------------------- | --------------------- | --------------------- | --------------------- | --------------------- | --------------------- | --------------------- | --------------------- | --------------------- |
| Джерело: The Weather Channel (January record high) |                       |                       |                       |                       |                       |                       |                       |                       |                       |                       |                       |                       |                       |

## Демографія
Згідно з переписом 2010 року, у місті мешкало 29 596 осіб у 11 945 домогосподарствах у складі 4072 родин. Густота населення становила 1499 осіб/км².  Було 12591 помешкання (638/км²).
Расовий склад населення:
| - 76,8 % — білих - 17,3 % — азіатів - 2,7 % — чорних або афроамериканців - 0,1 % — корінних американців |

До двох чи більше рас належало 2,1 %. Частка іспаномовних становила 3,6 % від усіх жителів.
За віковим діапазоном населення розподілялося таким чином: 11,8 % — особи молодші 18 років, 79,5 % — особи у віці 18—64 років, 8,7 % — особи у віці 65 років та старші. Медіана віку мешканця становила 22,8 року. На 100 осіб жіночої статі у місті припадало 118,3 чоловіків;  на 100 жінок у віці від 18 років та старших — 120,0 чоловіків також старших 18 років.
Середній дохід на одне домашнє господарство  становив 52 054 долари США (медіана — 27 527), а середній дохід на одну сім'ю — 100 473 долари (медіана — 70 867). Медіана доходів становила 51 490 доларів для чоловіків та 42 542 долари для жінок. За межею бідності перебувало 42,1 % осіб, у тому числі 13,4 % дітей у віці до 18 років та 5,3 % осіб у віці 65 років та старших.
Цивільне працевлаштоване населення становило 17 122 особи. Основні галузі зайнятості: освіта, охорона здоров'я та соціальна допомога — 49,7 %, мистецтво, розваги та відпочинок — 14,2 %, роздрібна торгівля — 8,6 %, науковці, спеціалісти, менеджери — 7,1 %.